# 枫江镇
枫江镇，是中华人民共和国江西省吉安市吉水县下辖的一个乡镇级行政单位。

## 行政区划
枫江镇下辖以下地区：
枫江社区、洲桥村、三联村、陂田村、浒江村、栋下村、北坑村、坪洲村、毫石村、江头村、上陇洲村、联合村、下陇洲村、杨家塘村、钟家塘村、积富村、下花园村、南岭村、垇头村和兰田村。